# Dameneishockey-Bundesliga 2017/18
Die Saison 2017/18 der österreichischen Dameneishockey-Bundesligen stellte den zweithöchsten Ligabewerb im österreichischen Dameneishockey dar. Länderübergreifend nehmen Mannschaften aus Kroatien und Ungarn daran teil – diese können auch DEBL Champion werden. Für die österreichische Staatsmeisterschaft wird für die teilnehmenden österreichischen Mannschaften ein zusätzliches Ranking geführt.

## DEBL

### Teilnehmende Mannschaften
In der ersten Bundesliga traten neun Teams aus drei Ländern an. Alle fünf österreichischen Teams der letzten Saison nahmen teil, ebenso die kroatische Mannschaft von KHL Grič Zagreb. Aus der ungarischen Hauptstadt waren drei Mannschaften am Start: Die Titelverteidigerinnen von KMH Budapest II, die Mannschaft von UTE Marilyn Budapest wechselte zum MAC Budapest, hinzugekommen war die Mannschaft der Óbudai Hockey Academy .
| Mannschaft                                              | Land       | Vorjahres- platzierung | Vorjahresliga |
| KMH Budapest II                                         | Ungarn     | 1                      | DEBL          |
| Spielgemeinschaft Highlanders II/Junior Capitals Flyers | Osterreich | 2                      | DEBL          |
| Spielgemeinschaft Kitzbühel/Kufstein                    | Osterreich | 3                      | DEBL          |
| DHC IceCats Linz                                        | Osterreich | 4                      | DEBL          |
| MAC Marilyn Budapest                                    | Ungarn     | 5                      | DEBL          |
| Gipsy Girls Villach                                     | Osterreich | 6                      | DEBL          |
| KHL Grič Zagreb                                         | Kroatien   | 7                      | DEBL          |
| DEC Devils Graz                                         | Osterreich | 8                      | DEBL          |
| Óbudai Hockey Academy                                   | Ungarn     | -                      | neu           |

### Modus
- Grunddurchgang: Gespielt wird eine einfache Hin- und Rückrunde[1]
- Finalturnier: Das bestplatzierte Team des Grunddurchgangs gegen das Vierte sowie Zweiter gegen Dritter. Die siegreichen Mannschaften spielen um Platz 1, die Verlierer um Platz 3.

### Tabelle
Einige Spiele der DEBL wurden nicht ausgetragen und auch nicht strafverifiziert, so dass einzelne Mannschaften bis zu drei Spiele weniger absolvierten.
| Platz | Verein                        | Spiele | S  | S2 | N1 | N  | Tore  | Punkte |
| ----- | ----------------------------- | ------ | -- | -- | -- | -- | ----- | ------ |
| 1.    | KMH Budapest II               | 15     | 13 | 1  | 0  | 1  | 66:12 | 41     |
| 2.    | Óbudai Hockey Academy         | 16     | 11 | 1  | 1  | 3  | 82:30 | 36     |
| 3.    | MAC Marilyn Budapest          | 16     | 10 | 1  | 0  | 5  | 54:31 | 32     |
| 4.    | SPG Kitzbühel/Kufstein        | 16     | 9  | 0  | 2  | 5  | 52:34 | 29     |
| 5.    | SPG Caps Flyers / Highlanders | 16     | 8  | 1  | 0  | 7  | 52:42 | 26     |
| 6.    | Gipsy Girls Villach           | 15     | 6  | 0  | 1  | 8  | 34:54 | 19     |
| 7.    | KHL Grič Zagreb               | 13     | 5  | 0  | 0  | 8  | 43:55 | 15     |
| 8.    | DEC Devils Graz               | 16     | 2  | 0  | 1  | 13 | 32:76 | 7      |
| 9.    | DHC Ice Cats Linz             | 15     | 0  | 1  | 0  | 14 | 09:90 | 2      |

### Finalturnier
Das Finalturnier der DEBL fand am Wochenende des 3. und 4. März 2018 im Sportpark Kitzbühel statt.
Halbfinale
| 3. März 2018 11:00 Uhr | Óbudai Hockey Academy Hanna Pintér (6) Petra Pavuk (3) Andrea Kiss (1) | 12:0 (4:0, 6:0, 2:0) Spielbericht | MAC Budapest | Sportpark, Kitzbühel |

| 3. März 2018 14:00 Uhr | KMH Budapest II | 3:1 (1:0, 0:0, 2:1) | SpG Kitzbühel/Kufstein Dandlberger | Sportpark, Kitzbühel |

Spiel um Platz 3
| 4. März 2018 10:00 Uhr | MAC Budapest | 2:3 (0:2, 1:1, 1:0) | SpG Kitzbühel/Kufstein Dandlberger Salvenmoser | Sportpark, Kitzbühel |

Finale
| 4. März 2018 13:00 Uhr | KMH Budapest II | 0:1 n. V. (0:0, 0:0, 0:0, 0:1) | Óbudai Hockey Academy | Sportpark, Kitzbühel |

Damit gewann die Óbudai Hockey Academy  bei der erstmaligen Teilnahme gleich den DEBL-Titel.

## Staatsmeisterschaft
Die Staatsmeisterschaft der Saison 2017/18 wurde erstmals im Modus Best-of-Five ausgetragen. Als Teilnehmer waren die drei besten österreichischen Mannschaften aus der EWHL und die beste österreichische Mannschaft der DEBL qualifiziert.
Die beiden besten österreichischen Teams der EWHL bestritten in einer Best-of-Five-Serie das Finale, das drittbeste österreichische EWHL-Team spielte gegen das beste österreichischen Team der DEBL eine Best-of-Three-Serie um den dritten Platz.

### Finale
| 10. März 2018 17:05 Uhr | EHV Sabres Wien A. Hanser (15:43) A. Trummer (26:24) V. Hummel (59:14) | 3:1 (1:0, 1:0, 1:1) Spielbericht | DEC Salzburg Eagles C. Tucker (53:46) | Albert-Schultz-Halle 1, Wien Zuschauer: 100 |

| 11. März 2018 15:55 Uhr | EHV Sabres Wien A. Meixner (4:33) T. Schafzahl (17:21) A. Matzka (26:39) T. Schafzahl (30:17) L. Bowman (59:05) A. Meixner (59:36) | 6:3 (2:0, 2:2, 2:1) Spielbericht | DEC Salzburg Eagles E. Verworner (35:35) A. Fazokas (39:41) H. Behounek (46:03) | Albert-Schultz-Halle 3, Wien Zuschauer: 150 |

| 17. März 2018 16:15 Uhr | DEC Salzburg Eagles C. Tucker (20:28) S. Volgger (25:43) | 2:3 (0:1, 2:0, 0:2) Spielbericht | EHV Sabres Wien T. Schafzahl (12:00) T. Schafzahl (47:10) V. Hummerl (48:18) | Eisarena, Salzburg Zuschauer: 100 |

Weitere Spieltermine wären der 18. und 24. März gewesen.

### Serie um Platz drei
In der Best-of-Three-Serie um die Bronzemedaille in der Staatsmeisterschaft trafen die KSV Neuberg Highlanders auf ihr eigenes Farmteam, die SPG Caps Flyers/Highlanders, da die SpG Kitzbühel/Kufstein auf eine Teilnahme verzichtete.
| 11. März 2018 15:15 Uhr | KSV Neuberg Highlanders J. Stott (3) K. McDonell (3) J. Pesendorfer (2) S. Smith (1) | 9:0 (2:0, 3:0, 4:0) Spielbericht | SPG Caps Flyers / Highlanders | Kapfenberg Zuschauer: 36 |

| 18. März 2018 14:25 Uhr | SPG Caps Flyers / Highlanders | 0:4 (0:2, 0:1, 0:1) Spielbericht | KSV Neuberg Highlanders J. Stott (1) K. McDonell (1) J. Pesendorfer (1) S. Kaltenegger(1) | Albert-Schultz-Halle 3, Wien Zuschauer: 45 |

## DEBL2

### Teilnehmende Teams
Bei den teilnehmenden Teams kommt es zur Vorsaison zu folgenden Veränderungen: HDK Maribor – seit der Saison 2014/15 in der DEBL bzw. DEBL2 – trat nicht mehr an. Als neuer Teilnehmer kamen die Wildcats Lustenau hinzu, die den Sprung von der Vorarlberger Dameneishockeyliga in die Bundesliga wagten. Die Salzburg Eagles II und die Ice Cats Linz II bildeten 2017/18 eine Spielgemeinschaft. Somit wurde die Saison mit fünf österreichischen Mannschaften bestritten.
| Mannschaft              | Land       | Vorjahresplatzierung | Vorjahresliga |
| Red Angels Innsbruck    | Osterreich | 1                    | DEBL 2        |
| EHV Sabres Wien Juniors | Osterreich | 2                    | DEBL 2        |
| DEC Dragons Klagenfurt  | Osterreich | 3                    | DEBL 2        |
| DHC IceCats Linz II     | Osterreich | 4                    | DEBL 2        |
| DEC Salzburg Eagles II  | Osterreich | 6                    | DEBL 2        |
| EHC Wildcats Lustenau   | Osterreich | 1                    | VEHL, Damen   |

### Modus
- Grunddurchgang: Gespielt wird eine eineinhalbfache Hin- und Rückrunde.
- Play-off: Werden als Hin- und Rückspiel ausgetragen. Bei Punktegleichheit entscheidet das Torverhältnis. Ist dieses auch gleich folgt eine 5-minütige Verlängerung („Sudden Victory Overtime“) in der die Mannschaft jeweils nur drei Feldspielerinnen und eine Torhüterin einsetzten dürfen. Fällt kein Tor wird der Seriengewinner in einem Penaltyschießen nach IIHF Regeln ermittelt.
  - In der Meisterserie spielen die best- sowie zweitplatzierte Mannschaft aus dem Grunddurchgang.
  - In der Serie um Bronze spielen dritt- und viertplatziert Mannschaft aus dem Grunddurchgang.[5]

### Tabelle
Stand vom 9. Januar 2018
| Platz | Verein                      | Spiele | S  | S2 | N1 | N | Tore  | Punkte |
| ----- | --------------------------- | ------ | -- | -- | -- | - | ----- | ------ |
| 1.    | Red Angels Innsbruck        | 12     | 10 | 1  | 0  | 1 | 66:15 | 32     |
| 2.    | DEC Dragons Klagenfurt      | 11     | 6  | 1  | 3  | 1 | 42:16 | 23     |
| 3.    | EHV Sabres Juniors          | 12     | 2  | 2  | 2  | 6 | 21:36 | 12     |
| 4.    | EHC Wildcats Lustenau       | 12     | 2  | 2  | 1  | 7 | 22:51 | 11     |
| 5.    | SPG Eagles II / Ice Cats II | 11     | 2  | 1  | 1  | 7 | 19:52 | 9      |

### Finale
Im Finale konnten sich die DEC Dragons Klagenfurt mit zwei Siegen gegen die Red Angels Innsbruck durchsetzen. Den dritten Platz erreichten die Wildcats Lustenau mit zwei Erfolgen gegen die EHV Sabres Wien Juniors.
|                                               | Serie | Spiel 1 | Spiel 2   |
| --------------------------------------------- | ----- | ------- | --------- |
| EHV Sabres Juniors – EHC Lustenau Wildcats    | 0:2   | 2:3     | 1:2 n. P. |
| DEC Dragons Klagenfurt – Red Angels Innsbruck | 2:0   | 1:0     | 3:0       |